# Jeffrey Stoughton
Jeffrey Stoughton –conocido como Jeff Stoughton– (Winnipeg, 26 de julio de 1963) es un deportista canadiense que compitió en curling. Ganó tres medallas en el Campeonato Mundial de Curling entre los años 1996 y 2011.

## Palmarés internacional
| Campeonato Mundial | Campeonato Mundial  | Campeonato Mundial | Campeonato Mundial |
| Año                | Lugar               | Medalla            | Prueba             |
| ------------------ | ------------------- | ------------------ | ------------------ |
| 1996               | Hamilton (Canadá)   | Medalla de oro     | Equipo             |
| 1999               | Saint John (Canadá) | Medalla de plata   | Equipo             |
| 2011               | Regina (Canadá)     | Medalla de oro     | Equipo             |